# 黒木真生
黒木 真生（くろき まさお、1973年5月8日 - ）は日本の競技麻雀のプロ雀士。日本プロ麻雀連盟理事（メディア対策部長、法務部長代行）。団体内の段位は七段。
馬場裕一の創設した麻雀企画会社「株式会社バビロン」の代表取締役を務める。

## 来歴
兵庫県生まれ。早稲田大学商学部在籍中の1997年に日本プロ麻雀連盟のプロテストに合格しプロ雀士となる。この頃創刊された麻雀雑誌『ビクトリー麻雀』（ナイタイ出版）から声がかかり、編集長の渡辺参郎や麻雀プロの荒正義に教わりながら執筆陣に加わる。また、同誌の企画で東北から北海道に旅打ちをしながらその様子を連載するという企画を実践（この企画前に早稲田大学を中退）。この企画を見つけた馬場裕一がCS放送のMONDO21（現・MONDO TV）に売り込み、同局の麻雀番組『麻雀デラックス』の企画の一つとして放送された。
映像対局での実績は芳しくないものの、連盟の関与する麻雀ゲーム「麻雀格闘倶楽部」には初期から出演しているほか、上述のライター業やMONDO TVへの出演を通じてメディア関係との関わりを多く持つようになり、麻雀業界の「裏方」としての活動が主になる。現在は連盟の広報業務を主とするほか、近代麻雀（竹書房）の公式note『麻雀界の真実』で「近代麻雀黒木」の執筆者名で有料記事の配信を行っている。

## 挿話
- 麻雀企画会社バビロンの代表取締役に就任したのは、馬場が「肩書きが嫌い」と言い出して代表取締役の交代を求め、これに黒木が「まぁしょうがないですね」と安易に引き受けたのが発端という[1]。
- プロ入り後から執筆活動を数多く行っているが、そもそも文章を書くのは苦手だったという。執筆のコツは「センテンスを短くした方が読みやすくなる」「同じ単語を繰り返し使わない方が良い」とのことで、馬場や担当編集者から教わった「基本中の基本」であるという[3]。

## 出演
- モンド麻雀プロリーグ（MONDO TV、モンド名人戦解説）

## 著書
- 『誰が麻雀界をつぶすのか』竹書房、2023年5月6日。ISBN 978-4801935334。
- 『Mリーガーの素顔』竹書房、2023年12月5日。ISBN 978-4801937987。
- 『麻雀界炎上事件簿』竹書房、2024年7月1日。ISBN 978-4801940529。